# Rousson (rivière)
Pour les articles homonymes, voir Rousson.
Le Rousson est un cours d'eau français qui coule dans le département du Loiret. C'est un affluent de la Notreure en rive droite, donc un sous-affluent de la Loire.

## Géographie
Le Rousson présente une longueur de 12,6 kilomètres. Il prend sa source dans la commune d'Autry-le-Châtel, à une altitude de 196 m, et se jette dans la Notreure, dans la commune de  Poilly-lez-Gien, à une altitude de 122 m. Le cours d'eau présente ainsi une pente hydraulique de 5,9 mm/m. Il s'écoule globalement de l’est vers l'ouest.

### Communes traversées
Le Rousson traverse 3 communes, soit de l'amont vers l'aval : Autry-le-Châtel, Saint-Martin-sur-Ocre, Poilly-lez-Gien,

### Bassin versant
Son bassin versant correspond à la zone hydrographique « la Bras & ses affluents (k419) », au sein du bassin DCE plus large « La Loire, les cours d'eau côtiers vendéens et bretons ». Ce dernier s'étend sur 156 km2. Il est constitué à 86.29 % de « territoires agricoles », 12.47 % de « forêts et milieux semi-naturels » et à 1.00 % de « territoires artificialisés ».

## Pêche et peuplements piscicoles
La catégorie piscicole est un classement juridique des cours d'eau en fonction des groupes de poissons dominants. Un arrêté réglementaire préfectoral permanent reprend l’ensemble des dispositions applicables en matière de pêche dans le département du Loiret en les différenciant selon les catégories piscicoles. Le Rousson est classé en deuxième catégorie, c'est-à-dire que l'espèce biologique dominante est constituée essentiellement de poissons blancs (cyprinidés) (donc rivière cyprinicole) et de carnassiers (brochet, sandre et perche).

## Gouvernance

### Échelle du bassin
En France, la gestion de l’eau, soumise à une législation nationale et à des directives européennes, se décline par bassin hydrographique, au nombre de sept en France métropolitaine, échelle cohérente écologiquement et adaptée à une gestion des ressources en eau. Le Rousson est sur le territoire du bassin Loire-Bretagne et l'organisme de gestion à l'échelle du bassin est l'agence de l'eau Loire-Bretagne.

### Échelle locale
En 2017, le Rousson n'était géré par aucun syndicat intercommunal.